# Rhodospatha dissidens
Rhodospatha dissidens là một loài thực vật có hoa trong họ Ráy (Araceae). Loài này được Sodiro miêu tả khoa học đầu tiên năm 1908.